# 胡戈·施佩勒
胡戈·施佩勒（德語：Hugo Sperrle； 1885年2月7日—1953年4月2日），是第一次世界大战的德国军事飞行员，第二次世界大战的德國空軍元帥。施佩勒身高達196公分，體重則有100公斤。

## 生平
施佩勒出生在德國路德維希堡，父親以釀酒為業。在1903年他加入了隸屬德意志帝國軍隊的符騰堡王家陸軍第8軍團，晉升中校後被派往戰爭大學受訓，第一次世界大戰開始時，他轉入德軍航空隊第50大隊，後成為第7軍團航空指揮官，獲得霍亨索倫配寶劍皇家勳章，並服役至戰爭結束。
戰後，德軍航空隊因凡爾賽和約被解散，施佩勒加入了自由軍團直到他重新進入德國軍隊中，服務於司徒加的第5司令部。1933年，施佩勒晉升為上校，在航空部1935年，施佩勒進入新成立的德國空軍，並在納粹德國干涉西班牙內戰時，擔任禿鷹軍團的指揮官，而沃爾弗拉姆·馮·里希特霍芬擔任他的參謀長。
在二戰爆發後的1940年5月到6月的法國戰役中，施佩勒領導第三航空隊。1940年7月，他晉昇為空軍元帥。在海獅計劃中，施佩勒建議必需摧毀英國皇家空軍以能夠成功的入侵英國。而位於法國北方的第三航空隊在1940年6月到1941年4月的不列顛空戰中擔當主要角色。
德國戰敗後，斯佩勒被盟軍逮捕，在紐倫堡大審隨後的国防军最高统帅部审判中被判無罪。於1953年在德國慕尼黑逝世。

## 資料來源
1. ↑  山崎雅弘. . 学研M文庫. 2009. ISBN 978-4059012351.，第646頁。

| 军职      | 军职                                       | 军职                       |
| --------- | ------------------------------------------ | -------------------------- |
| 前任： 无 | 第1航空師師長 1934年4月1日 – 1935年3月31日 | 繼任： 解散                |
| 前任： 无 | 秃鹰军团司令 1936年11月–1937年10月30日     | 繼任： 赫尔穆特·沃克曼中将 |
| 前任： 无 | 第3航空隊司令 1939年2月1日 – 1944年8月23日 | 繼任： 奧圖·戴斯洛赫大将   |